# Florin Andone
Florin Andone (Botoșani, 11 d'abril de 1993) és un jugador de futbol professional romanès, que actualment juga com a davanter. És internacional amb la selecció romanesa.
Educat a Vinaròs (País valencià), va començar a jugar en les divisions més baixes del país fins que va debutar, a nivell professional, amb el conjunt andalús, a l'edat de 21 anys. Andone va debutar amb Romania el juny de 2015, essent escollit posteriorment per representar el seu país a l'Eurocopa de 2016.

## Biografia

### Primers anys
Nascut a Botoșani, Andone va marxar a Vinaròs el 2005, amb 12 anys, després que el seu pare morís en un accident automobilístic. De seguida va començar a jugar a les categories inferiors del Vinaròs CF, i el 2008 va marxar al CE Castelló.
Andone va debutar amb el primer equip castellonenc el 16 de gener de 2011, quan va entrar en substitució de Pau Franch, en un partit que van empatar 1-1 amb l'Oriola CF, corresponent al campionat de segona divisió B. Aquella temporada va disputar tres partits més amb l'equip, que va acabar descendint de categoria.

### Vila-real CF
El 2 de juny de 2011 Andone va fitxar pel Vila-real CF, destinat a les categories inferiors. També va jugar amb el Vila-real C, aleshores equip de la Tercera divisió.
El 15 d'agost de 2013 Andone va ser cedit a l'Atlètic Balears per disputar la temporada 2013-14 amb l'equip de Segona B. Va acabar amb 12 gols en 34 partits, quedant l'equip balear a només un punt de disputar la fase de play-off d'ascens a Segona A.

### Córdoba CF
El 3 de juliol de 2014 2014 Andone va signar un contracte de tres anys amb el Córdoba CF, en un principi per jugar amb el Córdoba B. No obstant, el 29 de novembre següent va passar a formar part del primer equip a tots els efectes, de la mà del tècnic Miroslav Đukić.
Andone va debutar amb el primer equip andalús el 3 de desembre de 2014, entrant el minut 57 en substitució de Xisco, en un partit de la Copa del Rei que van acabar perdent per 0-1 contra el Granada CF. El seu primer gol el va aconseguir en el partit de tornada, on el resultat final va ser d'empat a 1, quedant el Córdoba eliminat de la Copa.
El 5 de gener de 2015 Andone va debutar en lliga amb el quadre andalús, sortint d'inici i marcant el gol que certificava la victòria del seu equip, per 2-0, contra el mateix Granada. El dia 16 de gener, en l'empat a casa (1-1) contra l'SD Eibar, Andone va marcar el primer gol del dia als 10 segons del xiulet inicial, essent aquest el gol andalús més matiner del futbol professional, i el quart més ràpid de la història de la Lliga.
L'octubre de 2015 va ser elegit el millor jugador del mes gràcies als seus 4 gols, que deixaven l'equip en primera posició.
El gener de 2016, equips com el Sevilla FC, el Málaga CF, el Southampton, l'Aston Villa o l'Steaua București van mostrar interès en la seva contractació, motiu pel qual el Córdoba li va renovar el contracte fins al 2018, amb un sou anual deu vegades més elevat (i 20 vegades, en cas que l'equip ascendís a Primera), i amb una clàusula de recisió de 20 milions d'euros, la més alta de la història del club.
El 3 d'abril de 2016 va aconseguir el seu primer hat-trick amb l'equip andalús en l'empat 4-4 contra el Nàstic de Tarragona. Aquella temporada la va acabar amb 21 gols, després que anotés el de la victòria contra el Mallorca, que classificava el Córdoba per disputar la fase de play-off d'ascens a primera divisió, que no va poder disputar per estar convocat per disputar l'Eurocopa de 2016 amb Romania; finalment, no va adjudicar-se el trofeu Pichichi, quedant a només un gol de Sergio León.

### Deportivo de La Corunya
El 22 de juliol de 2016, el Deportivo de La Coruña va fitxar Andone per 4.7 milions d'euros més un 30% d'un potencial traspàs futur; fou pel club el traspàs més car del club en els darrers nou anys. Va adquirir el dorsal número 10, i va debutar com a suplent el 19 d'agost el una victòria per 2–1 a casa contra la SD Eibar.

### Selecció romanesa
Andone havia anunciar que el seu somni era jugar amb la selecció romanesa, tot i que havia viscut a Espanya la major part de la seva vida. Va ser convocat per primera vegada per Anghel Iordănescu, seleccionador romanès, pel partit classificatòria per l'Eurocopa 2016 contra les Illes Fèroe, però no va disputar cap minut.
Andone va debutar amb la selecció en un altre partit de classificació, el 13 de juny de 2015, jugant 18 minuts de l'empat a 0 contra Irlanda del Nord. Posteriorment seria seleccionat per jugar l'Eurocopa de 2016 a França, on va jugar el partit inaugural contra la selecció amfitriona després de superar una lesió a la mà.

## Palmarès

### Individual
- Millor jugador del mes a Segona Divisió: octubre de 2015[12]
- Millor davanter de la Lliga Adelante (primera part de la temporada): 2015-16[29]